# Porcellio scaber
La cochinilla de la humedad (Porcellio scaber) es una especie de crustáceo isópodo de la familia Porcellionidae.

## Descripción
Presenta una coloración muy variable, pudiéndose encontrar ejemplares de color totalmente marrón o gris, junto a otros con los bordes o toda la parte superior cubiertos de manchas claras. Puede alcanzar una longitud de entre 17 y 18 mm.

## Distribución y hábitat
Se encuentra en Europa Central y Europa Occidental  . En el Reino Unido, son una de las "cinco grandes" especies de cochinilla, donde es probablemente la más común de todas las especies de cochinillas. También ha colonizado Norteamérica,Suramérica, Sudáfrica y otras áreas, principalmente a través de actividad humana. También es la especie más común de cochinilla en los jardines australianos.
Vive en una amplia variedad de hábitats con un nivel razonable de humedad, aunque es menos dependiente del agua que Oniscus asellus.

## Subespecies
Se reconocen las siguientes subespecies:
- Porcellio scaber americanus
- Porcellio scaber flavobrunneus
- Porcellio scaber flavomaculata
- Porcellio scaber japonicus
- Porcellio scaber lusitanus
- Porcellio scaber scaber